# 張纂 (伯業)
張纂，字伯业，北魏官员，中山郡毋極县，魏太武帝时鎮西将軍、涼州刺史張珍之孫，从兄弟張宣軌。
張纂涉猎经史，与权貴交结。魏孝文帝太和年間，初任奉朝請，在任城王元澄麾下担任镇北府骑兵参军，带魏昌县令。後改任北中府司馬。很长时间之后，改任乐陵郡太守。在乐陵郡多收受賄賂，听说御史前来，棄任太守而逃走，于是除名，剥奪官爵。其后去世。東魏天平初年，追贈使持节、都督冀定二州诸军事、骠骑将军、定州刺史。